# Şorçay
Şorçay är ett vattendrag i Azerbajdzjan.   Det ligger i distriktet Nachitjevan, i den sydvästra delen av landet, 400 km väster om huvudstaden Baku.
Trakten runt Şorçay består i huvudsak av gräsmarker. Runt Şorçay är det ganska glesbefolkat, med 25 invånare per kvadratkilometer.